# Reykandeh
Reykandeh (persiska: ريكنده, ريكَندِه) är en ort i Iran.   Den ligger i provinsen Mazandaran, i den norra delen av landet, 160 km nordost om huvudstaden Teheran. Reykandeh ligger 110 meter över havet och antalet invånare är 846.
Terrängen runt Reykandeh är kuperad åt sydost, men åt nordväst är den platt. Runt Reykandeh är det ganska tätbefolkat, med 111 invånare per kvadratkilometer. Närmaste större samhälle är Sari, 14,7 km nordost om Reykandeh. I omgivningarna runt Reykandeh växer i huvudsak blandskog.